# Riu Corb
El riu Corb és un afluent per l'esquerra del Segre que travessa les comarques de la Conca de Barberà, l'Urgell, Pla d'Urgell i el Segrià. El nom Corb, del llatí cŭrvu, vol dir 'corbat, sinuós'. Antigament també es coneixia com a Corbell, amb el mateix significat.
El riu neix a la Font de Rauric al peu de la carretera T-224 i segueix en direcció oest cap a Llorac i Vallfogona de Riucorb, on recull les aigües del riu Seniol. Continua cap a Guimerà, Ciutadilla, Nalec, Sant Martí de Maldà, Maldà i Belianes, on canvia de direcció i continua vers al nord; poc després es perd entre les vinyes i les oliveres.
Prop de Bellpuig es retroba l'antic curs del riu, que, a través dels termes de Castellnou de Seana, el Poal, Linyola, Poal, Bellvís i Térmens, arriba fins a Vilanova de la Barca, on desemboca al Segre després d'un recorregut de 57 km.
Algunes fonts afirmen que, després de Belianes, el riu no va cap a Bellpuig, sinó que se separa en dos braços: una direcció a Bellpuig, fet antigament, de forma artificial, pel Duc de Sessa per a poder regar les seves terres, i l'altre, que és el curs natural del riu, i que es dirigeix als pobles de Vilanova de Bellpuig i Golmés, per, poc després, retrobar el curs esmentat anteriorment.

## Afluents i fonts
A Llorac:
- Fondo del Brunet (dreta).
- Font Blanca (dreta).
- Rasa de la Farga (esquerra).
- Rasa de la Cirera (dreta).
- Rasa de la Font (dreta).
- les Boixeteres (dreta).
- Rasa de Savallà (esquerra).
- Rasa de Segura (esquerra).

A Vallfogona de Riucorb:
- Font d'en Ballard (esquerra).

A Guimerà:
- Riu Sentiol (esquerra). Desemboca a la partida de la Cadena, on s'hi han trobat restes ibèriques.
- Font de la Goleta (dreta).
- Font de la Sangola (esquerra).

A Ciutadilla:
- Font del Tardà (esquerra).
- Riu Boixeró (esquerra). 41° 33′ 59.13″ N, 1° 7′ 56.21″ E / 41.5664250°N,1.1322806°E

## Obagues
Les Obagues del riu Corb presenten una de les irradiacions més extremes i meridionals de les rouredes submediterrànies de roure de fulla petita. La presència d'elements submediterranis i eurosiberians dins d'un país eminentment sec i continental constitueix per si mateixa una notable singularitat botànica. És l'Espai més occidental de la depressió Central oriental de ponent i forma part dels relleus que tanquen la baixa plana de la depressió Central occidental. Cal remarcar el bon estat de conservació dels sòls vermells residuals, típics dels altiplans segàrrics.
En aquest Espai, són de gran interès naturalístic les rouredes submediterrànies de roure de fulla petita, ja que la presència d'elements submediterranis i eurosiberians dins un país eminentment sec i continental, com el del seu entorn territorial, constitueix en si mateixa una notable singularitat botànica.

### Biodiversitat
Gràcies al mosaic agropecuari de matollars, boscos i conreus, s'hi troben espècies interessants de la fauna vertebrada, com ara el gaig blau (Coracias garrulus), el mussol comú (Athene noctua), el llangardaix ocel·lat (Lacerta lepida) o la merla blava (Monticola solitarius).
Pel que fa als invertebrats, s'hi poden trobar lepidòpters d'interès, com ara Graellsia isabellae o elcoleòpter Carabus olympiae, així com el cranc de riu americà (Austopotamobius pallipes)
L'interès de les obagues del riu Corb rau en el fet de presentar una de les irradiacions més extremes i meridionals de les rouredes submediterrànies que penetren en aquest territori a través de l'altiplà segàrric.
L'Espai acull alguns elements propis de la roureda seca dins un país de carrascar (Quercetum rotundífoliae), amb pinedes de pi blanc i brolles calcícoles de romaní i bruc d'hivern. A les obagues humides troben refugi alguns retalls de la roureda de roure de fulla petita (Violo-Quercetum fagineae), en la qual abunda la pinassa (Pinus nigra) i el pi roig (Pinus sylvestris).
És una de les localitats extremes on el roure presenta un desenvolupament més gran i forma poblaments importants, acompanyats d'altres plantes submediterrànies molt rares en aquest territori (Buxus sempervirens, Melampyrum pratense, Daphne laureola, Juniperus communis i Amelanchier ovalis).
Aquests boscos submediterranis presenten l'interès d'allotjar algunes espècies pròpies dels boscos més humits de l'Europa central, arribades a aquestes terres durant períodes més freds del quaternari i que, actualment, es conserven aprofitant els racons més ombrívols i humits. La presència d'aquestes plantes de caràcter eurosiberià dins un país eminentment sec i continental constitueix, per ella mateixa, una notable singularitat botànica.
A les àrees més marginals, a les clarianes de la roureda, són freqüents els pradells de jonça (Brachypodio-Aphyllanthetum) i les brolles calcícoles amb bufalaga tinctòria (Erico-Thyme-laeetum tinctoriae). Fora de les obagues les condicions canvien bruscament i pren una gran preponderància el paisatge típic del país del carrascar.
Entre les espècies d'interès florístic de l'Espai hi figura el Melampirum cristatum.

## Galeria d'imatges

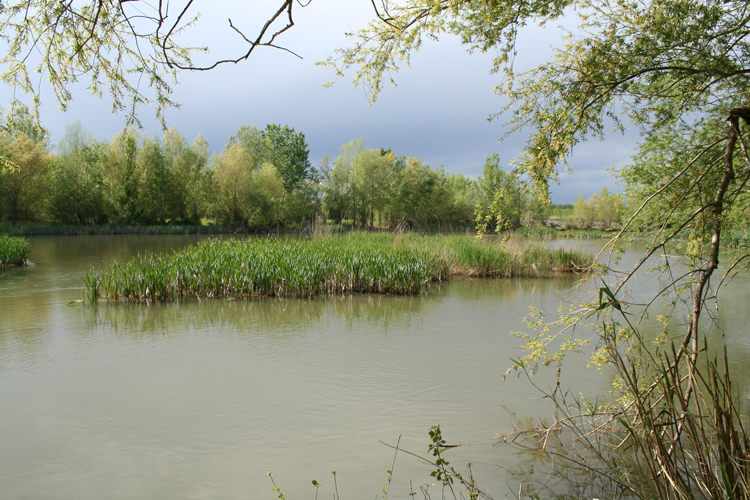
Punt on es troben el riu Corb i el riu Segre, a Vilanova de la Barca
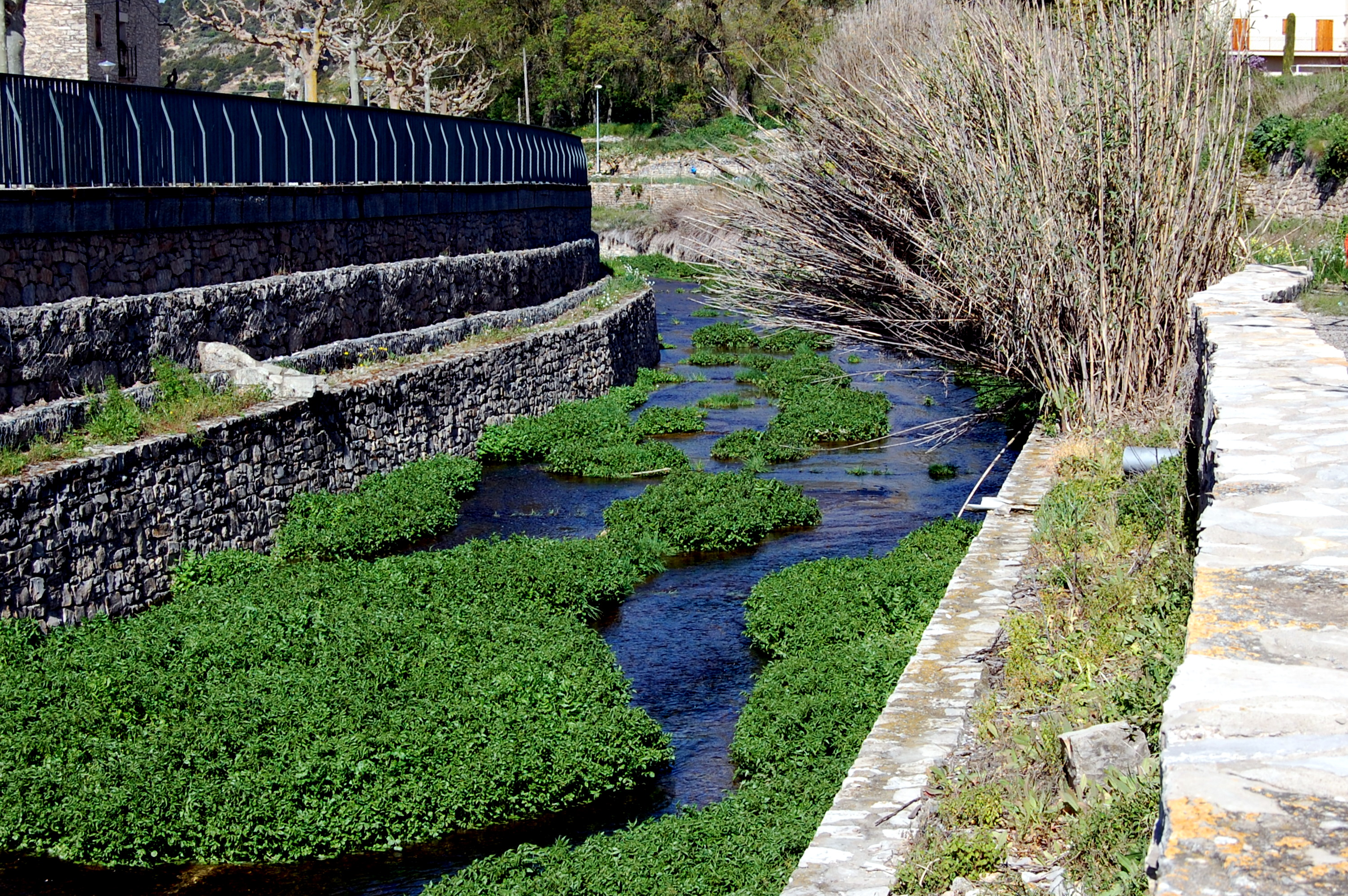
Imatge del Riu Corb
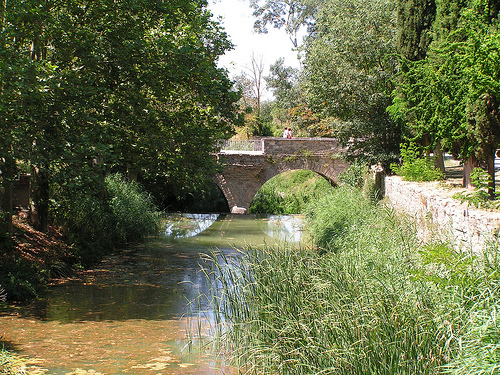
El riu Corb al seu pas per Vallfogona